# Marquesado de Someruelos
El marquesado de Someruelos es un título nobiliario español creado por el rey Carlos III el 14 de abril de 1761 y concedido, con el vizcondado previo de Medel, a favor de Pedro Salvador de Muro y Alonso, ministro togado del Consejo de Hacienda.

## Marqueses de Someruelos
|                         | Titular                           | Periodo                 |
| Creación por Carlos III | Creación por Carlos III           | Creación por Carlos III |
| ----------------------- | --------------------------------- | ----------------------- |
| I                       | Pedro Salvador de Muro y Alonso   | 1761-1774               |
| II                      | Salvador José de Muro y Salazar   | 1777-1813               |
| III                     | Joaquín José de Muro y Vidaurreta | 1818-1859               |
| IV                      | Rafael de Muro y Colmenares       | 1860-1892               |
| V                       | Salvador de Muro y Colmenares     | 1892-1908               |
| VI                      | Pedro Díez de Rivera y Figueroa   | 1909-1967               |
| VII                     | Camilo Juliá y Díez de Rivera     | 1969-2020               |
| VIII                    | Patricia Juliá Corujo             | 2020-hoy                |

## Historia de los marqueses de Someruelos
- Pedro Salvador de Muro y Alonso (b. Arnedo, 16 de noviembre de 1701-Madrid, 3 de febrero de 1774), I marqués de Someruelos, auditor general de la Armada, ministro de la Real Junta de Tabacos, ministro togado del Consejo de Hacienda, subdelegando general de Rentas, consejero real, alcalde de la Santa Hermandad por el estado noble, caballero de la Orden de Calatrava desde 1740.[3][2]

Casó el 23 de febrero de 1744, en Madrid, con Teresa Salazar y Morales, natural de Medinaceli (Soria), que falleció el 18 de mayo de 1814. El 15 de diciembre de 1777 le sucedió su hijo:
- Salvador José de Muro y Salazar (b. Madrid, 6 de octubre de 1755-Madrid, 13 de diciembre de 1813), II marqués de Someruelos, ministro del Consejo Supremo de la Guerra, teniente general de los Reales Ejércitos, general y gobernador de la isla de Cuba, seminarista noble.[6][7][8]

Casó el 24 de septiembre de 1791, en Logroño, con María de la Concepción de Vidaurreta y Llano (1744-1826). En 1818 sucedió:
- Joaquín José de Muro y Vidaurreta (b. Logroño, 27 de octubre de 1797-22 de diciembre de 1859), III marqués de Someruelos, ministro de la Gobernación (1838), procurador a Cortes, senador vitalicio del reino, alcalde de Madrid (1844-1847).[6][9]

Casó el 26 de noviembre de 1819, en Madrid, con María del Carmen de Colmenares y Caracciolo di Sole. El 18 de octubre de 1860 le sucedió su hijo:
- Rafael de Muro y Colmenares (1821-1892), IV marqués de Someruelos.[10][11]

El 19 de septiembre de 1892 le sucedió su hermano:
- Salvador de Muro y Colmenares (1829-1908), V marqués de Someruelos, jefe de administración de primera clase del Ministerio de Ultramar, caballero de la Orden de Carlos III (1879).[10][12]

El 7 de enero de 1909 le sucedió su sobrino nieto:
- Pedro Díez de Rivera y Figueroa (Valencia, 25 de junio de 1886-Madrid, 30 de noviembre de 1967), VI marqués de Someruelos, III marqués de Villa de Orellana, V conde de Almodovar, grande de España, teniente general de artillería, diplomado de Estado Mayor y Medalla Militar individual, caballero y clavero mayor de la Orden de Calatrava (1908) y comendador mayor de Aragón en ella, caballero de la Real Maestranza de Granada (1918), gentilhombre de cámara con ejercicio y servidumbre.[13][14] Era hijo de Pedro Díez de Rivera y Muro, V conde de Almodovar, y su esposa Francisca de Paula de Figueroa y Torroes, dama maestrante de Granada.[15]

Casó el 28 de junio de 1911, en Madrid, con María de los Dolores de Guillamas y Caro (1888-1967), X condesa de Alcolea de Torote, dama de la reina. El 10 de diciembre de 1969, previa orden del 22 de octubre de 1968 para que se expida la correspondiente carta de sucesión (BOE del 5 de noviembre), le sucedió su nieto:
- Camilo Javier Juliá y Díez de Rivera (n. Madrid, 24 de julio de 1941), VII marqués de Someruelos, IV marqués de Juliá (pontificio), técnico comercial del Estado, Cruz del Mérito Naval de Primera Clase, Cruz de Oficial de Isabel la Católica.[19][17]

Casó el 22 de junio de 1968, en Madrid, con Covadonga Corujo Pita (n. 1943), hija de Juan Corujo y López-Villamil y su esposa Hispana Pita y Arechabala. El 13 de febrero de 2020, previa orden del 9 de enero del mismo año para que se expida la correspondiente carta de sucesión (BOE del 21 de enero), le sucedió, por distribución, su hija:
- Patricia Juliá Corujo (n. Madrid, 13 de marzo de 1973[21]), VIII marquesa de Someruelos.